# E314号線
E314号線 (E314ごうせん、英: European route E314) はベルギーのルーヴェンからオランダを経由し、ドイツのアーヘンを結ぶ、欧州自動車道路のBクラス幹線道路。

## 経路

### 経過する主要都市
- ベルギー
  - ルーヴェン
  - ハッセルト
- オランダ
  - ヘールレン
- ドイツ
  - アーヘン